# Plocaederus yucatecus
Plocaederus yucatecus är en skalbaggsart som först beskrevs av Chemsak och Noguera 1997.  Plocaederus yucatecus ingår i släktet Plocaederus och familjen långhorningar.
Artens utbredningsområde är Honduras. Inga underarter finns listade i Catalogue of Life.